# Auridius thapsinus
Auridius thapsinus är en insektsart som beskrevs av Hamilton 1999. Auridius thapsinus ingår i släktet Auridius och familjen dvärgstritar. Inga underarter finns listade i Catalogue of Life.